# Émile Mercier
Émile Mercier – francuski łucznik, medalista olimpijski.
Mercier wystartował na Letnich Igrzyskach Olimpijskich 1900 w Paryżu. Został medalistą olimpijskim, zdobywając brąz w au chapelet z 50 m – pokonali go wyłącznie Eugène Mougin i Henri Helle.